# Ivan Krstitelj Flapp
Ivan Krstitelj Flapp (Giovanni Battista, Gian Battista, Gianbattista Flap) (Kormin, 18. travnja 1845. – Poreč, 27. prosinca 1912.) bio je porečko-pulski biskup.

## Životopis
Rođen je u Korminu. Studij teologije završio je u Gorici, gdje je 1868. zaređen za svećenika i zatim bio odgojiteljem i profesorom u goričkome malom sjemeništu. Od 1870. do 1873. studirao je teologiju u bečkom Augustineumu i stekao doktorat iz teologije.
Potom je u Gorici bio katedralnim vikarom i duhovnikom u sjemeništu, u kojem je također predavao crkveno pravo i povijest Crkve, a od 1875. bio je također prosinodalni ispitivač i sudac crkvenog suda. Od 1880. do 1884. uređivao je nadbiskupski mjesečnik „Folium periodicum Archidioecesis Goritiensis”.
Godine 1882. izabran je za zastupnika svećenstva u pokrajinskoj skupštini. Car Franjo Josip I. imenovao ga je porečkim i pulskim biskupom, a papa Lav XIII. potvrdio je to imenovanje. Biskupsku posvetu primio je u Gorici, a posebno je bio ustoličen u Poreču i posebno u Puli. U Kopru je 1886. kupio i dao urediti zgradu za malo sjemenište, te pitomcima omogućio polaženje državne talijanske gimnazije, što je, zbog opasnosti od odnarođivanja hrvatskih đaka i širenja talijanskog iredentizma, izazvalo negodovanje hrvatskih svećenika i političara. Brinuo se za obnovu porečke bazilike (Eufrazijane) i pulske katedrale.
Godine 1894. pokrenuo je, nakon desetogodišnjega prekida, tiskanje biskupijskoga mjesečnika „Folium Dioecesanum Parentino-Polensis”, a 1896. uveo je u biskupiju „Udrugu svećenika klanjatelja”. Svećenicima je branio čitanje političkih novina, čak i „Našu slogu”, ali im je redovito objavljivao i preporučivao molitvenike i nabožne knjige na hrvatskom i slovenskom jeziku, te katolički tisak. U hrvatsko-talijanskim župama propovijedao je na obama jezicima i u krizmanika provjeravao vjersko znanje na njihovu materinskom jeziku, pa su ga zbog toga 1896. napali talijanski i potalijančeni vjernici u Motovunu i Vižinadi te talijanski tisak.
Snažno su prosvjedovali i hrvatski vjernici, svećenici i tisak nakon što je 1901. proveo odluku Kongregacije za bogoslužje iz 1898. o ukidanju pjevanih dijelova u bogoslužju na hrvatskom jeziku, tzv. šćaveta (glagoljaške liturgije na pučkoj čakavštini). Papa Lav XIII. imenovao ga je 1902. kućnim biskupom asistentom.
Na njegove se odluke više puta žalio Matko Laginja jer samo Talijane imenovao kanonicima dok je hrvatske upravitelje župa odbijao imenovati župnicima.
Preminuo je 27. prosinca 1912. godine. Posmrtni su mu ostatci preneseni su 11. lipnja 1926. iz porečke župne crkve Gospe od Anđela u  Eufrazijevu baziliku; obred je vodio Flappov nasljednik biskup Trifun Pederzolli.

### Članci
- Polić, Maja. 2009. Prilog o biskupima zapadne Hrvatske u korespodenciji Rački - Strossmayer. Riječki teološki časopis. Riječki teološki časopis. Rijeka. 33 (1): 95–118
- Grah, Ivan. 2003. Flapp (Flap), Giovanni Battista. Istrapedia. Pula.  journal zahtijeva |journal= (pomoć)

| Titule u Katoličkoj Crkvi                     | Titule u Katoličkoj Crkvi           | Titule u Katoličkoj Crkvi                  |
| --------------------------------------------- | ----------------------------------- | ------------------------------------------ |
| prethodnik Alojzije Marija Zorn 1882. – 1883. | porečko-pulski biskup 1884. – 1912. | nasljednik Trifun Pederzolli 1913. – 1941. |